# 2021–2022-es angol női labdarúgó-bajnokság (első osztály)
A 2021–2022-es angol női labdarúgó-bajnokság első osztályát (hivatalos nevén: FA Women's Super League) tizenkét csapat részvételével rendezik. A legfelsőbb női labdarúgó-bajnokság 11. szezonját a címvédő Chelsea együttese nyerte. Május 4-én vált biztossá az egyetlen kieső sorsa, miután a Birmingham City behozhatatlan hátrányba került a Manchester City elleni vereségüket követően.

## A bajnokság csapatai

### Csapatváltozások
| Feljutott az első osztályba | Kiesett a másodosztályba |
| --------------------------- | ------------------------ |
| Leicester City              | Bristol City             |

### Csapatok adatai
| Klub                   | Település            | Stadion              | Férőhely | Vezetőedző       | 2020–21-es helyezés |
| ---------------------- | -------------------- | -------------------- | -------- | ---------------- | ------------------- |
| Arsenal                | Borehamwood          | Meadow Park          | 4 502    | Jonas Eidevall   | 3.                  |
| Aston Villa            | Walsall              | Bescot Stadion       | 11 000   | Carla Ward       | 10.                 |
| Birmingham City        | Solihull             | Damson Park          | 3 050    | Scott Booth      | 11.                 |
| Brighton & Hove Albion | Crawley              | Broadfield Stadion   | 6 134    | Hope Powell      | 6.                  |
| Chelsea                | Kingston upon Thames | Kingsmeadow          | 4 850    | Emma Hayes       | 1.                  |
| Everton                | Liverpool            | Walton Hall Park     | 2 200    | Jean-Luc Vasseur | 5.                  |
| Leicester City         | Quorn                | Farley Way Stadion   | 1 400    | Jonathan Morgan  | 1. Ch.              |
| Manchester City        | Manchester           | Academy Stadion      | 7 000    | Gareth Taylor    | 2.                  |
| Manchester United      | Manchester           | Leigh Sports Village | 12 000   | Mark Skinner     | 4.                  |
| Reading                | Reading              | Madejski Stadion     | 24 161   | Kelly Chambers   | 7.                  |
| Tottenham Hotspur      | Barnet               | The Hive Stadion     | 6 500    | Rehanne Skinner  | 8.                  |
| West Ham United        | Romford              | Victoria Road        | 6 078    | Olli Harder      | 9.                  |

### Vezetőedző váltások
| Csapat            | Távozó edző               | Ok             | Dátum             | Poz.        | Érkező edző               | Dátum             |
| ----------------- | ------------------------- | -------------- | ----------------- | ----------- | ------------------------- | ----------------- |
| Aston Villa       | Marcus Bignot (megbízott) | szerződés vége | 2021. május 10.   | szezon vége | Carla Ward                | 2021. május 20.   |
| Manchester United | Casey Stoney              | lemondott      | 2021. május 12.   | szezon vége | Billy Stewart (megbízott) | 2021. július 19.  |
| Birmingham City   | Carla Ward                | lemondott      | 2021. május 14.   | szezon vége | Scott Booth               | 2021. június 30.  |
| Arsenal           | Joe Montemurro            | lemondott      | 2021. május 16.   | szezon vége | Jonas Eidevall            | 2021. január 25.  |
| Everton           | Willie Kirk               | elbocsátás     | 2021. október 16. | 8.          | Jean-Luc Vasseur          | 2021. október 29. |

## Tabella
| #   | Csapat                 | M  | GY | D | V  | G+ – G– | GK  | P  | Megjegyzések                 |
| --- | ---------------------- | -- | -- | - | -- | ------- | --- | -- | ---------------------------- |
| 1.  | Chelsea CV             | 22 | 18 | 2 | 2  | 62–11   | +51 | 56 | Bajnokok Ligája (2. forduló) |
| 2.  | Arsenal                | 22 | 17 | 4 | 1  | 65–10   | +55 | 55 | Bajnokok Ligája (2. forduló) |
| 3.  | Manchester City        | 22 | 15 | 2 | 5  | 60–22   | +38 | 47 | Bajnokok Ligája (1. forduló) |
| 4.  | Manchester United      | 22 | 12 | 6 | 4  | 45–22   | +23 | 42 |                              |
| 5.  | Tottenham Hotspur      | 22 | 9  | 5 | 8  | 24–23   | +1  | 32 |                              |
| 6.  | West Ham United        | 22 | 7  | 6 | 9  | 23–33   | −10 | 27 |                              |
| 7.  | Brighton & Hove Albion | 22 | 8  | 2 | 12 | 24–38   | −14 | 26 |                              |
| 8.  | Reading                | 22 | 7  | 4 | 11 | 21–40   | −19 | 25 |                              |
| 9.  | Aston Villa            | 22 | 6  | 3 | 13 | 13–40   | −27 | 21 |                              |
| 10. | Everton                | 22 | 5  | 5 | 12 | 18–41   | −23 | 20 |                              |
| 11. | Leicester City Ú       | 22 | 4  | 1 | 17 | 14–53   | −39 | 13 |                              |
| 12. | Birmingham City        | 22 | 3  | 2 | 17 | 15–51   | −36 | 11 | Championship                 |

Utolsó frissítés: 2022. május 8. 
Forrás: FA WSL 
A rangsorolás alapszabályai: 1. összpontszám, 2. egymás elleni eredmények összpontszáma, 3. gólkülönbség, 4. szerzett gólok száma.
(B): Bajnokcsapat, (K): Kieső csapat, (F): Feljutó csapat, (I): Kupainduló, (R): A rájátszás győztese, (KGY): Kupagyőztes

## Statisztikák

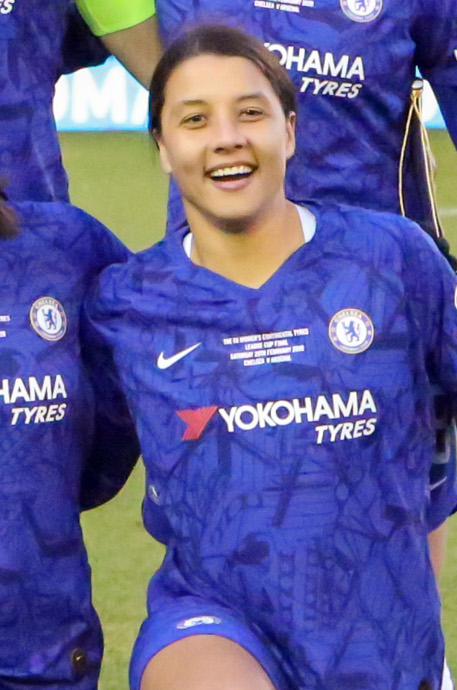
Sam Kerr megvédte előző évi gólkirálynői címét

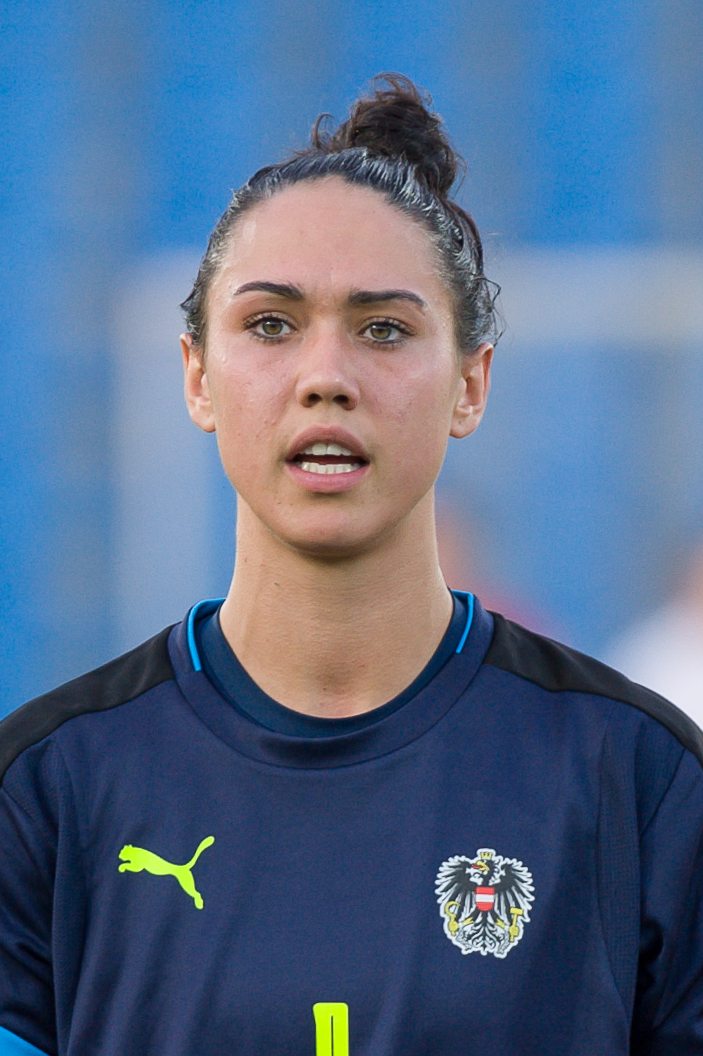
Manuela Zinsberger kapuja 13 meccsen volt érintetlen

| Gól | Név                   | Csapat                 |
| --- | --------------------- | ---------------------- |
| 20  | Sam Kerr              | Chelsea                |
| 14  | Vivianne Miedema      | Arsenal                |
| 11  | Beth Mead             | Arsenal                |
| 10  | Lauren Hemp           | Manchester City        |
| 9   | Alessia Russo         | Manchester United      |
| 9   | Khadija Shaw          | Manchester City        |
| 8   | Bethany England       | Chelsea                |
| 8   | Leah Galton           | Manchester United      |
| 8   | Georgia Stanway       | Manchester City        |
| 7   | Guro Reiten           | Chelsea                |
| 7   | Ella Toone            | Manchester United      |
| 6   | Stina Blackstenius    | Arsenal                |
| 6   | Natasha Dowie         | Reading                |
| 6   | Jessie Fleming        | Chelsea                |
| 6   | Pernille Harder       | Chelsea                |
| 6   | Fran Kirby            | Chelsea                |
| 6   | Kim Little            | Arsenal                |
| 6   | Louise Quinn          | Birmingham City        |
| 5   | Katie McCabe          | Arsenal                |
| 5   | Martha Thomas         | Manchester United      |
| 5   | Caroline Weir         | Manchester City        |
| 4   | Anna Anvegård         | Everton                |
| 4   | Dagný Brynjarsdóttir  | West Ham United        |
| 4   | Laura Coombs          | Manchester City        |
| 4   | Caitlin Foord         | Arsenal                |
| 4   | Kayleigh Green        | Brighton & Hove Albion |
| 4   | Alex Greenwood        | Manchester City        |
| 4   | Inessa Kaagman        | Brighton & Hove Albion |
| 4   | Deanne Rose           | Reading                |
| 4   | Ellen White           | Manchester City        |
| 4   | Rachel Williams       | Tottenham Hotspur      |
| 4   | Katie Zelem           | Manchester United      |
| 3   | Remi Allen            | Aston Villa            |
| 3   | Erin Cuthbert         | Chelsea                |
| 3   | Emma Harries          | Reading                |
| 3   | Emma Koivisto         | Brighton & Hove Albion |
| 3   | Vicky Losada          | Manchester City        |
| 3   | Frida Maanum          | Arsenal                |
| 3   | Ashleigh Neville      | Tottenham Hotspur      |
| 3   | Ramona Petzelberger   | Aston Villa            |
| 3   | Hayley Raso           | Manchester City        |
| 3   | Kyah Simon            | Tottenham Hotspur      |
| 3   | Veatríki Szárí        | Birmingham City        |
| 3   | Claudia Walker        | West Ham United        |
| 3   | Aileen Whelan         | Brighton & Hove Albion |
| 2   | Vilde Bøe Risa        | Manchester United      |
| 2   | Danielle Carter       | Brighton & Hove Albion |
| 2   | Toni Duggan           | Everton                |
| 2   | Amalie Eikeland       | Reading                |
| 2   | Claire Emslie         | Everton                |
| 2   | Grace Fisk            | West Ham United        |
| 2   | Natasha Flint         | Leicester City         |
| 2   | Emily Gielnik         | Aston Villa            |
| 2   | Kit Graham            | Tottenham Hotspur      |
| 2   | I Gummin              | Brighton & Hove Albion |
| 2   | Haszegava Jui         | West Ham United        |
| 2   | Tobin Heath           | Arsenal                |
| 2   | Hayley Ladd           | Manchester United      |
| 2   | Alisha Lehmann        | Aston Villa            |
| 2   | Adriana Leon          | West Ham United        |
| 2   | Simone Magill         | Everton                |
| 2   | Jessica Naz           | Tottenham Hotspur      |
| 2   | Jordan Nobbs          | Arsenal                |
| 2   | Jade Pennock          | Birmingham City        |
| 2   | Ria Percival          | Tottenham Hotspur      |
| 2   | Jemma Purfield        | Leicester City         |
| 2   | Jessica Sigsworth     | Leicester City         |
| 2   | Libby Smith           | Birmingham City        |
| 2   | Kateřina Svitková     | West Ham United        |
| 2   | Samantha Tierney      | Leicester City         |
| 2   | Danielle Turner       | Everton                |
| 2   | Justine Vanhaevermaet | Reading                |
| 2   | Victoria Williams     | Brighton & Hove Albion |
| 2   | Leah Williamson       | Arsenal                |
| 2   | Lotte Wubben-Moy      | Arsenal                |
| 2   | Julia Zigiotti Olme   | Brighton & Hove Albion |
| 1   | Angela Addison        | Tottenham Hotspur      |
| 1   | Asmita Ale            | Tottenham Hotspur      |
| 1   | Anita Asante          | Aston Villa            |
| 1   | Rosella Ayane         | Tottenham Hotspur      |
| 1   | Ona Batlle            | Manchester United      |
| 1   | Jennifer Beattie      | Arsenal                |
| 1   | Janine Beckie         | Manchester City        |
| 1   | Hanna Bennison        | Everton                |
| 1   | Nathalie Björn        | Everton                |
| 1   | Julie Blakstad        | Manchester City        |
| 1   | Faye Bryson           | Reading                |
| 1   | Steph Catley          | Arsenal                |
| 1   | Niamh Charles         | Chelsea                |
| 1   | Magdalena Eriksson    | Chelsea                |
| 1   | Lisa Evans            | West Ham United        |
| 1   | Megan Finnigan        | Everton                |
| 1   | Aurora Galli          | Everton                |
| 1   | Josie Green           | Tottenham Hotspur      |
| 1   | Freya Gregory         | Leicester City         |
| 1   | Kirsty Hanson         | Manchester United      |
| 1   | Lauren James          | Chelsea                |
| 1   | Kerys Harrop          | Tottenham Hotspur      |
| 1   | Steph Houghton        | Manchester City        |
| 1   | Sophie Howard         | Leicester City         |
| 1   | Ivabucsi Mana         | Arsenal                |
| 1   | Chloe Kelly           | Manchester City        |
| 1   | Alanna Kennedy        | Manchester City        |
| 1   | Gemma Lawley          | Birmingham City        |
| 1   | Maya Le Tissier       | Brighton & Hove Albion |
| 1   | Kate Longhurst        | West Ham United        |
| 1   | Leonie Maier          | Everton                |
| 1   | Sarah Mayling         | Aston Villa            |
| 1   | Abbie McManus         | Leicester City         |
| 1   | Christie Murray       | Birmingham City        |
| 1   | Aniek Nouwen          | Chelsea                |
| 1   | Shannon O'Brien       | Leicester City         |
| 1   | Nikita Parris         | Arsenal                |
| 1   | Ashleigh Plumptre     | Leicester City         |
| 1   | Tia Primmer           | Reading                |
| 1   | Rafaelle Souza        | Arsenal                |
| 1   | Rachel Rowe           | Reading                |
| 1   | Rikke Sevecke         | Everton                |
| 1   | Emma Snerle           | West Ham United        |
| 1   | Drew Spence           | Chelsea                |
| 1   | Lucy Staniforth       | Manchester United      |
| 1   | Abbey-Leigh Stringer  | West Ham United        |
| 1   | Maisie Symonds        | Brighton & Hove Albion |
| 1   | Maria Thorisdottir    | Manchester United      |
| 1   | Keira Walsh           | Manchester City        |
| 1   | Zaneta Wyne           | West Ham United        |
| 1   | Tameka Yallop         | West Ham United        |
| 1   | Shelina Zadorsky      | Tottenham Hotspur      |

| Öngól | Név                  | Csapat                 |
| ----- | -------------------- | ---------------------- |
| 2     | Grace Fisk           | West Ham United        |
| 2     | Ashleigh Plumptre    | Leicester City         |
| 1     | Karima Benameur      | Manchester City        |
| 1     | Ramona Petzelberger  | Aston Villa            |
| 1     | Rachel Corsie        | Aston Villa            |
| 1     | Sophie Ingle         | Chelsea                |
| 1     | Kirstie Levell       | Leicester City         |
| 1     | Simone Magill        | Everton                |
| 1     | Molly Pike           | Leicester City         |
| 1     | Emily Ramsey         | Birmingham City        |
| 1     | Abbey-Leigh Stringer | West Ham United        |
| 1     | Victoria Williams    | Brighton & Hove Albion |

| Mérk. | Név                  | Csapat                 |
| ----- | -------------------- | ---------------------- |
| 13    | Manuela Zinsberger   | Arsenal                |
| 10    | Mary Earps           | Manchester United      |
| 9     | Ann-Katrin Berger    | Chelsea                |
| 8     | Ellie Roebuck        | Manchester City        |
| 7     | Grace Moloney        | Reading                |
| 7     | Zećira Mušović       | Chelsea                |
| 6     | Megan Walsh          | Brighton & Hove Albion |
| 5     | Rebecca Spencer      | Tottenham Hotspur      |
| 4     | Hannah Hampton       | Aston Villa            |
| 4     | Demi Lambourne       | Leicester City         |
| 4     | Sandy MacIver        | Everton                |
| 3     | Mackenzie Arnold     | West Ham United        |
| 3     | Karima Benameur      | Manchester City        |
| 3     | Tinja-Riikka Korpela | Tottenham Hotspur      |
| 2     | Anna Leat            | West Ham United        |
| 2     | Emily Ramsey         | Birmingham City        |
| 2     | Lydia Williams       | Arsenal                |
| 1     | Hannah Hampton       | Aston Villa            |
| 1     | Khiara Keating       | Manchester City        |
| 1     | Sian Rogerd          | Aston Villa            |
| 1     | Katie Startup        | Brighton & Hove Albion |

## Díjazottak
| Hónap      | A hónap menedzsere | A hónap menedzsere | A hónap játékosa | A hónap játékosa  | A hónap gólja                               | A hónap gólja     | Forrás               |
| Hónap      | Menedzser          | Klub               | Játékos          | Klub              | Játékos                                     | Klub              | Forrás               |
| ---------- | ------------------ | ------------------ | ---------------- | ----------------- | ------------------------------------------- | ----------------- | -------------------- |
| Szeptember | Jonas Eidevall     | Arsenal            | Beth Mead        | Arsenal           | Pernille Harder (a Manchester United ellen) | Chelsea           | [ 11 ] [ 12 ]        |
| Október    | Jonas Eidevall     | Arsenal            | Katie McCabe     | Arsenal           | Katie McCabe (az Aston Villa ellen)         | Arsenal           | [ 13 ] [ 14 ]        |
| November   | Kelly Chambers     | Reading            | Jessie Fleming   | Chelsea           | Alessia Russo (a Tottenham Hotspur ellen)   | Manchester United | [ 15 ]               |
| December   | Marc Skinner       | Manchester United  | Ella Toone       | Manchester United | Georgia Stanway (a Birmingham City ellen)   | Manchester City   | [ 16 ] [ 17 ]        |
| Január     | Marc Skinner       | Manchester United  | Leah Galton      | Manchester United | Natasha Dowie (a Leicester City ellen)      | Reading           | [ 18 ] [ 19 ]        |
| Február    | Lydia Bedford      | Leicester City     | Ashleigh Neville | Tottenham Hotspur | Caroline Weir (a Manchester United ellen)   | Manchester City   | [ 20 ] [ 21 ]        |
| Március    | Emma Hayes         | Chelsea            | Alessia Russo    | Manchester United | Katie Zelem (a Leicester City ellen)        | Manchester United | [ 22 ] [ 23 ] [ 24 ] |
| Április    | Darren Carter      | Birmingham City    | Sam Kerr         | Chelsea           | Haszegava Jui (a Reading ellen)             | West Ham United   | [ 25 ] [ 26 ]        |